# Oktober 2019
Portal Geschichte | Portal Biografien | Aktuelle Ereignisse | Jahreskalender | Tagesartikel

◄ |
20. Jahrhundert |
21. Jahrhundert

◄ |
1980er |
1990er |
2000er |
2010er
| 2020er | 2030er | 2040er

◄ |
2015 |
2016 |
2017 |
2018 |
2019
| 2020 | 2021 | 2022 | 2023 | ►

◄ |
Juli 2019 |
August 2019 |
September 2019 |
Oktober 2019 |
November 2019 |
Dezember 2019 |
Januar 2020 |
►
Dieser Artikel behandelt tagesbezogene Nachrichten und Ereignisse im Oktober 2019.
Der Monat war bis dato weltweit der zweitheißeste Oktober seit Beginn der Wetteraufzeichnungen nach Oktober 2015.

## Tagesgeschehen

### Dienstag, 1. Oktober 2019
- Köthen/Deutschland: Der Satiriker Jan Böhmermann tritt der SPD bei.[2]
- Las Vegas: Der amerikanische Präsidentschaftsbewerber Bernie Sanders erleidet nach einem Wahlkampfauftritt einen Herzinfarkt.
- Lima/Peru: Die peruanische Vizepräsidentin Mercedes Aráoz tritt zurück. Am Vortag war sie vom aufgelösten Parlament zur Übergangspräsidentin ernannt worden. Auch hiervon tritt sie zurück.
- Peking/China: Zum 70. Jahrestag der Gründung der Volksrepublik China veranstaltet die Regierung die größte Militärparade ihrer Geschichte
- San Marino: Zum 19. Mal wird in San Marino eine Frau Regierungschefin: Mariella Mularoni tritt neben ihrem Kollegen Luca Boschi das sechs Monate währende Amt des Capitano Reggente an. Damit ist San Marino mit Abstand das Land mit den meisten Regierungschefinnen in seiner Geschichte: Seit 1981 standen in einem Viertel dieser Zeit 17 Frauen an der Spitze des Staates.
- Washington, D.C./USA: Kristalina Georgiewa tritt ihr Amt als IWF-Direktorin an.
- Wien/Österreich: Die FPÖ setzt die Mitgliedschaft ihres früheren Vorsitzenden Heinz-Christian Strache aus.

### Mittwoch, 2. Oktober 2019
- Köln/Deutschland: Verleihung des Deutschen Comedypreises[3]

### Donnerstag, 3. Oktober 2019
- Quito/Ecuador: Aufgrund von gewaltsamen Protesten gegen starke Preiserhöhungen bei Treibstoffen nach der Aufhebung von Subventionen ruft Staatspräsident Lenín Moreno den Ausnahmezustand aus.[4]
- Paris/Frankreich: Anschlag auf die Polizeipräfektur
- Straßburg/Frankreich: Die Kapitänin der Sea-Watch 3 Carola Rackete hält eine Rede im Europäischen Parlament.

### Freitag, 4. Oktober 2019
- Japan: Taifun Hagibis
- Stuttgart/Deutschland: Die Turn-Weltmeisterschaften 2019 werden eröffnet.

### Samstag, 5. Oktober 2019
- Heede/Deutschland: Das Kuratorium Nationalerbe-Bäume der Deutschen Dendrologischen Gesellschaft (DDG) zeichnet die Riesenlinde zu Heede, eine Sommerlinde, zum Nationalerbe-Baum aus.[5]

### Sonntag, 6. Oktober 2019
- Doha/Katar: Die Leichtathletik-Weltmeisterschaften 2019 enden.
- Hockenheim/Deutschland: Auf dem Hockenheimring endet die 33. Saison der DTM
- Heilbronn/Deutschland: Ende der Bundesgartenschau
- Kitzbühel/Österreich: Der österreichische Eishockeytorwart Florian Janny und vier weitere Menschen werden Opfer eines Mehrfachmordes.
- Lissabon/Portugal: Parlamentswahl
- Pristina/Kosovo: Parlamentswahl[6]
- Tunis/Tunesien: Parlamentswahl
- Washington, D.C./USA: US-Präsident Telefonat Donald Trump erklärt sich in einem Telefonat mit dem türkischen Präsidenten Recep Tayyip Erdoğan einverstanden, dass die Türkei nach dem amerikanischen Abzug aus Syrien im Norden des Landes einmarschiert.

### Montag, 7. Oktober 2019
- Den Haag/Niederlande: Durch einen Fraktionsaustritt verliert die niederländische Regierung die Mehrheit im Parlament.
- Stockholm/Schweden: Der Nobelpreis für Physiologie oder Medizin wird den US-amerikanischen Zellforschern William G. Kaelin und Gregg L. Semenza sowie ihrem britischen Kollegen Peter J. Ratcliffe zuerkannt.
- Twistetal/Deutschland: Der Fleischverarbeiter Wilke Waldecker Fleisch- und Wurstwaren GmbH & Co. KG gerät in einen Fleischskandal und muss in dessen Folge Insolvenz anmelden.
- Utrecht/Niederlande: Die ehemalige niederländische Bauministerin Ella Vogelaar (2007–2008) tötet sich selbst.

### Dienstag, 8. Oktober 2019
- Nürnberg/Deutschland: Auf dem Gewerkschaftstag wird der IG-Metall-Vorsitzende Jörg Hofmann wiedergewählt.
- Stockholm/Schweden: Für „die Entdeckung eines Exoplaneten, der einen sonnenähnlichen Stern umkreist“ werden dem kanadisch-amerikanische Kosmologen James Peebles sowie den Schweizer Astronomen Michel Mayor und Didier Queloz mit der Nobelpreis für Physik zuerkannt.

### Mittwoch, 9. Oktober 2019
- Halle an der Saale/Deutschland: Bei einem Anschlag in Halle kommen zwei Menschen ums Leben.
- Quito/Ecuador: Ecuador wird durch einen Generalstreik lahmgelegt.
- Rojava/Syrien: Beginn der türkischen Militäroffensive gegen die Demokratischen Kräfte Syriens.
- Stockholm/Schweden: Für die Entwicklung von Lithium-Ionen-Batterien wird John B. Goodenough, M. Stanley Whittingham und Akira Yoshino der Nobelpreis für Chemie zuerkannt.

### Donnerstag, 10. Oktober 2019
- Brüssel/Belgien: Der Ausschuss für Industrie, Forschung und Energie des Europäischen Parlaments lehnt Sylvie Goulard als Kandidatin für die neue Kommission von der Leyen I ab.
- Bukarest/Rumänien: Das Kabinett Dăncilă wird vom Parlament per Misstrauensvotum abgewählt. Bis zur Amtsübernahme einer neuen Regierung führt Viorica Dăncilă die Geschäfte kommissarisch weiter.[7]
- Havanna/Kuba: Der seit 2018 amtierende Staatsratsvorsitzende Miguel Díaz-Canel wird als Staatsoberhaupt wiedergewählt, das sich nach der neuen Verfassung nicht mehr Staatsratsvorsitzender, sondern Präsident nennt.
- Mons/Belgien: Die Universität Mons zeichnet Greta Thunberg mit der Ehrendoktorwürde aus.
- Stockholm/Schweden: Der  Nobelpreis für Literatur 2019 wird dem österreichischen Schriftsteller Peter Handke zuerkannt. Die Auszeichnung des Jahres 2018 wird rückwirkend an die Polin Olga Tokarczuk vergeben.
- Teheran/Iran: Die ersten Frauen dürfen seit der iranischen Revolution ein Fußballstadion betreten.

### Freitag, 11. Oktober 2019
- Berlin/Deutschland: Dietmar Woidke wird zum Bundesratspräsidenten gewählt. Seine einjährige Amtszeit beginnt am 1. November.
- Oslo/Norwegen: Insbesondere für seine Aussöhnungspolitik mit dem Nachbarland Eritrea wird dem äthiopischen Ministerpräsidenten Abiy Ahmed der Friedensnobelpreis zuerkannt.
- Potsdam/Deutschland: Verleihung des Prix Europa[8]
- Wien/Österreich: Der in Graz lebende Japaner Seiichi Furuya wird mit dem Staatspreis für künstlerische Fotografie ausgezeichnet.[9]

### Samstag, 12. Oktober 2019
- Dresden/Deutschland: Der sächsische Landesbischof Carsten Rentzing tritt wegen eines früher veröffentlichten rechtsextremen Texts zurück.
- Wien/Österreich: Der Kenianer Eliud Kipchoge bewältigt als erster Läufer die Marathonstrecke in unter zwei Stunden. Wegen fehlender Wettkampfbedingungen wird seine Leistung nicht als Weltrekord anerkannt.
- München/Deutschland: Letzte Regionalkonferenz zur Wahl zum SPD-Vorsitz

### Sonntag, 13. Oktober 2019
- Berlin/Deutschland: Verleihung des Opus Klassik.[10]
- Bregenz/Österreich: Landtagswahl in Vorarlberg[11]
- Tunis/Tunesien: Zweite Runde der Präsidentschaftswahl
- Warschau/Polen: Parlamentswahl

### Montag, 14. Oktober 2019
- Frankfurt am Main/Deutschland: Der Deutsche Buchpreis wird an den deutsch-bosnischen Schriftsteller Saša Stanišić (Herkunft) verliehen.
- London/Vereinigtes Königreich: Der Booker Prize wird ex aequo an die Kanadierin Margaret Atwood (The Testaments) und die Britin Bernardine Evaristo (Girl, Woman, Other) verliehen. Evaristo ist die erste schwarze Autorin, die den Literaturpreis erhält.
- London/Vereinigtes Königreich: Die englische Königin Elizabeth II. eröffnet die neue britische Parlamentsperiode.
- Madrid/Spanien: Im Strafverfahren infolge der Katalonien-Krise seit 2017 werden neun katalanische Politiker zu langen Haftstrafen verurteilt: der ehemalige Vizeministerpräsident Oriol Junqueras zu 13 Jahren; Ex-Arbeitsministerin Dolors Bassa, Ex-Außenminister Raül Romeva, Jordi Sànchez sowie der frühere Regierungssprecher Jordi Turull zu 12 Jahren; Ex-Parlamentspräsidentin Carme Forcadell zu elfeinhalb Jahren; Ex-Innenminister Joaquim Forn sowie der ehemalige Nachhaltigkeitsminister Josep Rull zu zehneinhalb Jahren und Jordi Cuixart zu 9 Jahren Haft. Ex-Bauministerin Meritxell Borràs, Ex-Justizminister Carles Mundó und Ex-Kulturminister Santi Vila erhalten Geldstrafen.
- Stockholm/Schweden: Der Wirtschaftsnobelpreis geht an Abhijit Banerjee, seine Frau Esther Duflo und Michael Kremer. Duflo ist erst die zweite Frau, die einen Wirtschaftsnobelpreis erhält.

### Dienstag, 15. Oktober 2019
- Maputo/Mosambik: Wahlen in Mosambik 2019
- Santa Barbara/USA: Der Sohn des amerikanischen Schauspielers Ron Ely erschießt seine Mutter und wird danach von der Polizei erschossen.[12][13]
- New York City/UN/Haiti: Die UN stellt nach 15 Jahren ihre Friedensmissionen auf Haiti ein.[14][15][16]

### Mittwoch, 16. Oktober 2019
- Manbidsch/Syrien: Die syrische Armee erobert Manbidsch von den Kurden zurück.

### Donnerstag, 17. Oktober 2019
- Berlin/Deutschland: Der Bundestag lehnt einen Antrag der Grünen zum Tempolimit auf Autobahnen ab.
- Brüssel/Belgien: EU-Gipfel zu den Themen Osterweiterung, Budget und Brexit. (bis 18. Oktober)
- Gibraltar: Parlamentswahl[17]
- Manila/Philippinen: Der philippinische Präsident Rodrigo Duterte wird bei einem Motorradunfall leicht verletzt.[18]
- Beirut/Libanon: Beginn der Proteste im Libanon 2019[19]

### Freitag, 18. Oktober 2019
- Barcelona/Spanien: Beginn eines Generalstreiks in Katalonien.
- Berlin/Deutschland: Der Bundestag beschließt eine Grundgesetzänderung, um eine durch ein Urteil des Bundesverfassungsgerichts geforderte Reform der Grundsteuer zu ermöglichen.
- Chengdu/China: Beginn des World Cups der Frauen im Tischtennis (bis 20. Oktober)
- Dschalalabad/Afghanistan: Durch einen Anschlag während des Freitagsgebets auf eine Moschee im Distrikt Haska Mina der Provinz Nangarhar werden mindestens 62 Menschen getötet, Dutzende weitere verletzt.[20]
- München/Deutschland: CSU-Chef Markus Söder wird auf dem Parteitag wiedergewählt.
- Santiago/Chile: Ausschreitungen wegen Fahrpreiserhöhung bei der Metro de Santiago. Der Betrieb musste flächendeckend eingestellt werden.

### Samstag, 19. Oktober 2019
- London/Vereinigtes Königreich: Das britische Unterhaus stimmt in einer Sondersitzung gegen eine sofortige Billigung des neuen Brexit-Vertrags. Damit tritt der Benn Act in Kraft, der Premierminister Boris Johnson zu einem Antrag auf Verlängerung der Brexit-Frist in Brüssel zwingt.
- Hongkong: Proteste in Hongkong[21][22]
- Riesa/Deutschland: Der Ginkgo im Schlosspark Jahnishausen erhält vom Kuratorium Nationalerbe-Bäume der DDG die Auszeichnung zum Nationalerbe-Baum.[23]

### Sonntag, 20. Oktober 2019
- Bern/Schweiz: Parlamentswahlen
- Frankfurt am Main/Deutschland: Der brasilianische Fotograf Sebastião Salgado erhält den Friedenspreis des Deutschen Buchhandels.
- Jakarta/Indonesien: Indonesiens Präsident Joko Widodo wird für eine zweite Amtszeit vereidigt.[24]
- La Paz/Sucre/Bolivien: Bolivianische Präsidentschafts- und Parlamentswahl

### Montag, 21. Oktober 2019
- Ottawa/Kanada: Unterhauswahl
- Sydney/Australien: In einer gemeinsamen Kampagne unter dem Motto Your Right to Know erscheinen Australiens größte Tageszeitungen aus Protest gegen eine zunehmende Einschränkung der Pressefreiheit mit teilweise geschwärzten Titelseiten.
- Tarassenkowe/Ukraine: Bei einem Hubschrauberabsturz stirbt der ehemalige ukrainische Agrarminister (2016–2018) Taras Kutowyj im Alter von 43 Jahren.
- Münchenstein/Schweiz: Swiss Indoors Basel 2019 (bis 27. Oktober)

### Dienstag, 22. Oktober 2019
- Belfast/Nordirland: Weil sich das nordirische Parlament innerhalb der gesetzten Frist weder auf eine eigene Regierung noch auf Änderungen an einem im Juli vom geschäftsführend regierenden britischen Unterhaus gefassten Beschluss einigen kann, der gleichgeschlechtliche Ehen und Schwangerschaftsabbrüche in Nordirland straffrei stellt, tritt dieser Beschluss mit Tagesbeginn in Kraft.

### Mittwoch, 23. Oktober 2019
- Wien/Österreich: Nach der Nationalratswahl findet die Konstituierende Sitzung der XXVII. Gesetzgebungsperiode statt.[25] Als Nationalratspräsident wird Wolfgang Sobotka (ÖVP) wiedergewählt, Zweite Nationalratspräsidentin wird erneut Doris Bures (SPÖ). Als Dritter Nationalratspräsident folgt Norbert Hofer Anneliese Kitzmüller (beide FPÖ) nach.[26]
- Gaborone/Botswana: Parlamentswahl
- Grays/England: Auf einem Lkw werden 39 Menschen tot aufgefunden.[27]

### Donnerstag, 24. Oktober 2019
- Wien/Österreich: Beginn der Viennale (bis 6. November)
- La Paz/Bolivien: Nach Auszählung aller Stimmen hat Evo Morales den notwendigen 10-%-Vorsprung, um im 1. Wahlgang zu gewinnen

### Freitag, 25. Oktober 2019
- Äthiopien: Mehr als 60 Tote bei Unruhen in den vergangenen Tagen.[28][29]
- Northern Territory/Australien: Die Besteigung des Uluru (Ayers Rock) wird mit dem heutigen Tag eingestellt.
- La Paz/Bolivien: Proteste der Opposition aufgrund von Zweifeln an den Wahlergebnissen der Präsidentschafts- und Parlamentswahl vom 20. Oktober[30]
- Frankfurt am Main/Deutschland: 50. Deutsches Jazzfestival (bis 27. Oktober)
- Wien/Österreich: Verleihung der Big Brother Awards im Wiener Rabenhof Theater
- Wattens/Österreich: Im Rahmen des Krimifests Tirol wird Alex Beer mit dem Österreichischen Krimipreis ausgezeichnet.[31]

### Samstag, 26. Oktober 2019
- Barischa/Syrien: Der Anführer der Terrororganisation IS stirbt beim US-Militäreinsatz Operation Kayla Mueller.
- Berlin/Deutschland: Ergebnisverkündung der ersten Mitgliederbefragung zur Wahl zum SPD-Vorsitz
- Sölden/Österreich: Beginn des Alpinen Skiweltcups, die Saison nach dem Rücktritt des achtfachen Gesamtweltcupsiegers Marcel Hirscher.

### Sonntag, 27. Oktober 2019
- Buenos Aires/Argentinien: Präsidentschafts- und Parlamentswahlen
- Erfurt/Deutschland: Landtagswahl in Thüringen
- Deutschland: Ulf Kämpfer (SPD) wird in Kiel und Bernd Wiegand (parteilos) in Halle an der Saale in ihrem Amt als Oberbürgermeister bestätigt. Beim ersten Wahlgang der Oberbürgermeisterwahl in Hannover scheidet der SPD-Kandidat bereits aus, somit wird es zum ersten Mal seit 1946 keinen SPD-Oberbürgermeister in der niedersächsischen Landeshauptstadt geben. In Mainz findet ebenfalls die Wahl des Stadtoberhauptes statt; wie in Hannover ist ein zweiter Wahlgang am 10. November erforderlich.
- Mannheim/Deutschland: Vergabe des Deutschen Umweltpreises an Ingrid Kögel-Knabner und Reinhard Schneider.
- Montevideo/Uruguay: Präsidentschafts- und Parlamentswahl
- Flintbek/Deutschland: Die Flintbeker Eibe wird vom Kuratorium Nationalerbe-Bäume der DDG zum Nationalerbe-Baum ausgezeichnet.[32]

### Montag, 28. Oktober 2019
- Scharm asch-Schaich/Ägypten: Beginn der Weltfunkkonferenz (bis 22. November)

### Mittwoch, 30. Oktober 2019
- Santiago de Chile/Chile: Aufgrund der anhaltenden Proteste im Land sagt der chilenische Staatspräsident Sebastián Piñera die Ausrichtung der für Dezember geplanten Weltklimakonferenz ab.[33]

### Donnerstag, 31. Oktober 2019
- Kuala Lumpur/Malaysia: Abdullah Shah, der seit 31. Januar im Amt ist, wird zum malaysischen König gekrönt.
- London/Vereinigtes Königreich: John Bercow tritt als Sprecher des britischen Unterhauses zurück.
- Wien/Österreich: In der Marx-Halle werden die Sportler des Jahres ausgezeichnet.[34]
- Naha/Japan: Die Burg Shuri wird durch einen Großbrand fast vollständig zerstört.
- Liaquatpur, Distrikt Rahimyar Khan/Pakistan: Durch die Explosion zweier von Zugpassagieren mitgeführten Gaskocherkartuschen brennen beim Eisenbahnunfall von Tanwari drei Waggons des Tezgam Express aus. Mindestens 73 Menschen sterben, die meisten, weil sie sich durch einen Sprung aus dem fahrenden Zug zu retten versuchten.[35][36]
- Neu-Delhi/Indien: Die indische Regierung trennt den bisherigen Bundesstaat Jammu und Kashmir auf in die regierungsunmittelbaren Unionsterritorien Jammu und Kashmir und Ladakh.[37]